# Jim Williams (compositeur)
Pour les articles homonymes, voir Jim Williams et Williams.
Jim Williams est un compositeur britannique.

## Filmographie (sélection)

### Cinéma
- 2011 : Kill List de Ben Wheatley
- 2012 : Touristes (Sightseers) de Ben Wheatley
- 2013 : English Revolution (A Field in England) de Ben Wheatley
- 2016 : Grave de Julia Ducournau
- 2020 : Possessor de Brandon Cronenberg
- 2021 : Titane de Julia Ducournau
- 2022 : Resurrection d'Andrew Semans

### Télévision
- 2006-2009 : Hotel Babylon (28 épisodes)
- 2008 : Harley Street (6 épisodes)
- 2009 : Minder (6 épisodes)
- 2010 : Material Girl (6 épisodes)

## Distinctions

### Récompenses
- Festival de Gérardmer 2021 : Meilleure musique originale pour Possessor

### Nominations
- César 2018 : César de la meilleure musique originale pour Grave[1]